# 格林斯博罗 (阿拉巴马州)
格林斯博罗（英文：Greensboro），是美国阿拉巴马州下属的一座城市。面积约为2.38平方英里（约合6.16平方公里）。根据2010年美国人口普查，该市有人口2,497人，人口密度为1,050.48/平方英里（约合405.36/平方公里）。